# Danica Križanič Müller
Danica Križanič Müller, slovenska pesnica in profesorica, * 31. julij 1950, Maribor.
Leta 1978 je diplomirala iz študija slovenščine in angleščine na Filozofski fakulteti v Ljubljani. Med letoma 1978 in 1988 je poučevala slovenščino na Srednji kovinarski, strojni in metalurški šoli v Mariboru, med letoma 1988 in 2010 pa na II. gimnaziji Maribor.
Leta 2009 je bila nominirana za Jenkovo nagrado, ki jo podeljuje Društvo slovenskih pisateljev za najboljšo pesniško zbirko v tekočem letu. leta 2010 pa je prejela Glazerjevo listino.

## Pesniške zbirke
- Topli skriti veter (Samozaložba, 1991)
- Doseganje glasu (Založba Obzorja, 2001)
- Odprta praznina (Založba Pivec, 2009)